# Знаменний спів

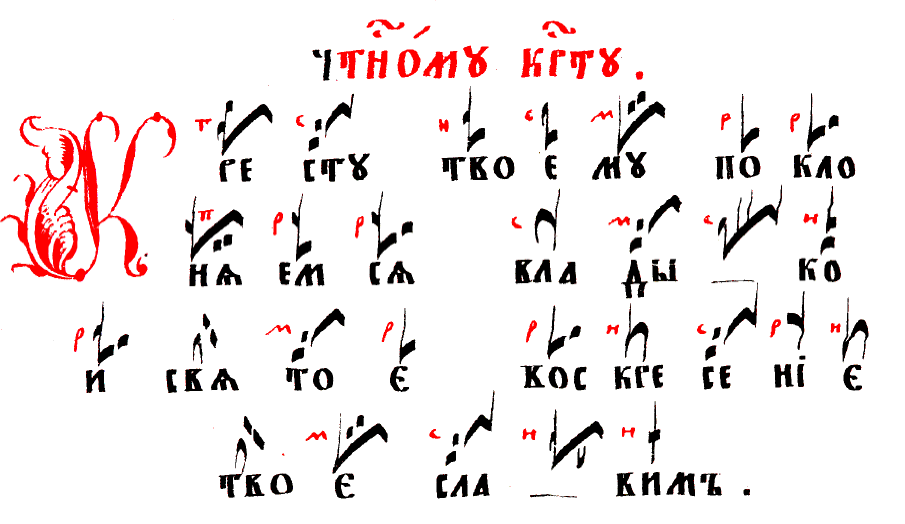
Приклад знаменної нотації з «кіноварними знаками»

Зна́менний спів — система давніх православних культових співів XII–XVII століть.
Назва походить від старослов'янської назви співацького знака — «знам'я» (староцерк.-слов. знамѧ).

## Нотація
Знаменна нотація (або крюкова нотація, стовпове знамення, кулизмяна нотація була створена на основі візантійської безлінійної невменної нотації. Знаки цієї нотації називали «знаменами» або «крюками». Знаки цієї нотації звичайно складалися з великого чорного крюка або риски та кількох маленьких чорних крапок, ком і ліній поблизу крюка або перетину з гачка. Деякі ознаки можуть означати лише один звук, інші — від 2 до 4 звуків, а деякі цілу мелодію до 10 нот, зі складною ритмічною структурою. Пізніші знамена називали також кондакарними знаками.
Як і невменна нотація, знаменна нотація переважно відображала напрямок руху мелодії, а не абсолютні звуковисотності. Знаки вказували також на характер і темп виконання мелодії. Кожен знак мав своє власне ім'я, а також розглядався як духовний символ. Наприклад, є конкретний знак, званий «голубка», що позначав два висхідних тони і символізував Святого Духа.
Поступово знаменна нотація ускладнювалася. Через її неоднозначність читання невідомих мелодій було доступно лише найдосвідченішим співакам. З метою її спрощення у XVI столітті була розроблена нова система, так званих «кіноварних» (від назви мінералу кіновару, що містить пігмент червоного кольору) знаків, що вводила маленькі червоні літери перед кожним знам'ям.
Знаменна нотація припинила свій розвиток після реформи Никона у XVII столітті, коли руська музика почала зазнавати впливу західноїєвропейської.

## Спів
Знаменний спів — спочатку одноголосний, потім акапельний хоровий, розвивався в межах системи осьмогласія; мелодика суто діатонічна, заснована на побутовому звукоряді, спирається на рівномірний поступальний рух в межах кварти або квінти; ритм несиметричний, визначений текстом (див. Демествений спів).
Існувало декілька типів знаменного співу: так званий стовповий, малий і великий. Типологічними відгалуженнями знаменого розспіву вважаються київський розспів, грецький розспів, болгарський розспів тощо.
До Знаменного співу в своїх творах зверталися М. Балакірєв, Д. Бортнянський, О. Гречанінов, О. Кастальський, О. Кошиць, М. Леонтович, С. Рахманінов, М. Римський-Корсаков, К. Стеценко, П. Чайковський, П. Чесноков та ін.
По знаменних нотах доси співають в російській старообрядницькій церкві, існують також ентузіасти, що бажають відродити знаменний розспів у РПЦ.